# Wappen der Stadt Adorf/Vogtl.
Das Wappen der Stadt Adorf/Vogtl. ist neben der Stadtflagge und dem Dienstsiegel ein Hoheitszeichen der Stadt Adorf/Vogtl. im sächsischen Vogtlandkreis.

## Blasonierung
Die Blasonierung ist in §2 Abs. 2 der Hauptsatzung der Stadt wie folgt genannt:

„Das Wappen der Stadt zeigt einen in einem schwarzen Schild rechtsgewendeten aufrecht stehenden goldenen Löwen mit roten Krallen, offenem Rachen und herausgeschlagener roter Zunge sowie einen nach oben geworfenen Schweif mit zwei Quasten.“

Das Wappen zeigt den Löwen im Wappen der Vögte von Weida, Gera und Plauen. Ein sehr ähnliches Wappen führt die Stadt Auerbach/Vogtl. Die Stadt Adorf nutzt den im barocken Schild stehenden Löwe und lehnt eine auch in Wikipedia von 2009 bis 2023 verwendete modernisierte und vereinfachte Form ab.

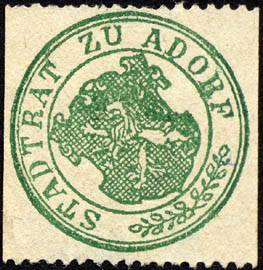
Siegelmarke von Adorf (zwischen 1850 und 1923)

## Weitere Hoheitszeichen
Die Stadtflagge Adorfs ist gold-schwarz und längs gestreift. In der Mitte ist das Stadtwappen aufgelegt.
Das Dienstsiegel der Stadt enthält das Wappen mit der Umschrift „Stadt Adorf/Vogtl.“. Die Umschrift kann durch die Bezeichnung eines Amtes oder Organes erweitert werden.

## Belege
1. 1 2  Stadt Adorf/Vogtl.: Hauptsatzung der Stadt Adorf. Stadt Adorf/Vogtl., 5. Dezember 2016, abgerufen am 27. September 2023.
2. ↑  Adorf im Clinch mit Wikipedia: Falscher Wappen-Löwe sorgt für tierischen Ärger. Abgerufen am 9. Mai 2024.